# IDEC
IDEC株式会社（アイデック、英: IDEC Corporation）は、ファクトリーオートメーション分野を中心とした制御機器の総合メーカーとして、1945年の創業以来、制御技術や安全技術を核とする、人と機械をつなぐHMI（Human-Machine Interface）を中心とした多様な製品を開発・生産・販売し、さまざまな分野で制御ソリューションの提案を行っている。

## 概要
スイッチ、リレー、プログラマブルコントローラ、プログラマブル表示器、センサ、安全関連機器等の機械制御のための機器、これらの組み合わせの制御装置、ファクトリーオートメーションシステム製品、防爆関連機器等の製造・販売を行っている。
近年はメガソーラーなど再生可能エネルギー関係事業に加え、協働ロボットを活用した協調安全ロボットシステム、多様なソリューションを展開している。
2017年3月には、主力事業であるスイッチ事業を強化するために、産業用スイッチなどの開発・製造・販売を行っているフランスのAPEM社を買収し、グローバル化を推進している。2017年8月には自動認機機器メーカーの株式会社ウェルキャット、2018年5月には接触センサメーカーである株式会社東京センサ、2023年8月にフランスで自律型電動ホイールの専門企業として創業したez-Wheel社を買収した。
2024年3月期の連結の製品別売上構成はHMI47%、インダストリアルコンポーネンツ16％、オートメーション&センシング14％、安全・防爆16％、システム5％、その他（新規事業）2％となっている。地別の売上構成は、日本37％、米州20％、EMEA（欧州、中東、アフリカ）21％、アジア・パシック22％となり、海外売上高比率が63％となった。

## 沿革
- 1945年（昭和20年）11月 和泉商会として創業
- 1947年（昭和22年）3月 和泉電気株式会社を設立
- 1982年（昭和57年）11月 大阪証券取引所第2部に上場
- 1989年（平成1年）3月 東京証券取引所第2部に上場
- 1990年（平成2年）10月 東京証券取引所第1部、大阪証券取引所第1部に指定替え
- 2005年（平成17年）11月1日 商号を和泉電気からIDECに変更

## 工場等
- 技術研究センター（大阪府大阪市淀川区）
- 尼崎事業所（兵庫県尼崎市）
- 福崎事業所（兵庫県神崎郡福崎町）
- 滝野事業所（兵庫県加東市）
- 竜野物流センター（兵庫県たつの市）

## 関係会社

### 連結子会社
- IDECシステムズ＆コントロールズ（大阪府大阪市）（産業用太陽光発電システム設備の提供）
- IDECロジスティクスサービス（兵庫県たつの市）（制御機器の艤装組立・物流業務受託）
- IDEC AUTO-ID SOLUTIONS株式会社（大阪府大阪市）（自動認識機器の販売）
- IDECファクトリーソリューションズ株式会社（愛知県一宮市）（制御用周辺機器・制御盤関連機器、協調安全ロボットシステム製造・販売）
- IDECセールスサポート株式会社（大阪府大阪市）　（制御機器及び制御システムの販売及び販売代理)
- IDEC CORPORATION（アメリカ・カリフォルニア州）（制御機器の製造・販売）
- IDEC IZUMI ASIA PTE LTD.（シンガポール）（制御の販売）機器
- 台湾愛徳克（中華民國・高雄市）（制御機器・部品の製造・販売）
- 蘇州和泉電気（中華人民共和国・蘇州市）（制御機器・部品の製造・販売）
- 台湾和泉電気（中華民國・台北市）（制御機器の販売）
- IDEC HONG KONG CO.,LTD.（香港）（持株会社）
- IDEC IZUMI(H.K.)CO.,LTD.（香港）（制御機器の販売）
- 愛徳克電気貿易（中華人民共和国・上海市）（制御機器の販売）
- 愛徳克電子科技（中華人民共和国・上海市）（電子製品用ソフトウェア・回路の設計開発）
- IDEC IZUMI ASIA PTE LTD.（シンガポール）（制御機器の販売）
- IDEC ASIA (THAILAND) CO., LTD.（タイ）（制御機器・部品の製造・販売）
- IDEC CONTROLS INDIA PRIVATE LIMITED （インド））（制御機器の販売）
- APEM SAS （フランス・コサド）（制御用操作スイッチの開発・生産・販売）

### 持分法適用の関連会社
- 佐用・IDECメガソーラー有限責任事業組合